# Канбера-Мару
Канберра-Мару (Canberra Maru) — транспортне судно, яке під час Другої світової війни взяло участь у операціях японських збройних сил у Малаї та на Соломонових островах.

## Передвоєнна історія
Судно спорудили в 1936 році на верфі Mitsui Bussan Kaisha на замовлення компанії Osaka Shosen Kaisha, яка призначила його для використання на своїй австралійській лінії.
У серпні 1938-го під час виконання рейсу з Австралії судно залучили до пошуків літаючого човна «Hawaii Clipper», який виконував транстихоокеанський рейс з Каліфорнії до Маніли та зник наприкінці липня. Канберра-Мару витратило дві доби на пошуки літака, проте не досягнуло успіху (у підсумку «Hawaii Clipper» так і не вдалось відшукати).
13 жовтня 1941-го судно реквізували для потреб Імперської армії Японії.

## Операція у Малаї
26 грудня 1941-го Канберра-Мару доправило військовослужбовців на Малаккський півострів, де вже кілька тижнів тривала десантна операція японської армії.
9 січня 1942-го Канберра-Мару та ще 10 суден вийшли з гирла Перлової річки та наступної доби прибули до бухти Камрань на узбережжі В'єтнаму. Більша частина цього загону призначалась для перевезень підкріплень до Сінгори, проте Канберра-Мару та Кансай-Мару мали взяти участь у висадці на островах Анамбас (архіпелаг Ріау) та в Ендау (східне узбережжя півострова Малакка за півтори сотні кілометрів на північ від Сінгапуру). На борту цих двох транспортів перебували військовослужбовці 18-ї дивізії та 96-го аеродромного батальйону (останні мали ввести в дію аеродроми Каханг та Куланг).
20 січня конвой полишив Камрань та під вечір 22 січня прибув до Сінгори. Незадовго до завершення 24 січня Кансай-Мару і Канберра-Мару рушили далі та вранці 26 січня прибули до островів Анамбас, висадка на які не зустріла спротиву.
27 січня почалась висадка в Ендау. Два англійські есмінці спробували атакувати транспорти, проте в підсумку цей напад відбив загін японських бойових кораблів.
20—22 лютого 1942 Канберра-Мару та ще 10 суден здійснили рейс із Камрані до Сінгори (10-й малайський конвой підкріплень, 10th Malaya Reinforcement Convoy).

## Конвой до Рабаулу
На початку серпня 1942-го союзники почали операцію захоплення Гуадалканалу (Соломонові острови), що змусило японське командування перекидати сюди підкріплення. 29 вересня 1942-го Канберра-Мару вийшло з японського порту Саєкі у складі третього ешелону конвою «Окі», який пройшов через Окінаву та Сайпан і 10 жовтня досягнув Рабаулу — головної передової бази японців у архіпелазі Бісмарка, з якої провадились операції на Соломонових островах та сході Нової Гвінеї.

## Участь у битві за Гуадалканал
На початку листопада Канберра-Мару залучили до наймасштабнішої операції з доставки підкріплень на Гуадалканал і перевели його до якірної стоянки Шортленд — прикритої групою невеликих островів Шортленд акваторії біля південного завершення острова Бугенвіль, де зазвичай відстоювались легкі бойові кораблі та перевалювались вантажі для подальшого відправлення на схід Соломонових островів.
12 листопада судна з військами полишили Шортленд, проте невдовзі повернулись на тлі повідомлень про жорстоку битву надводних кораблів біля району висадки. У другій половині дня 13 листопада 11 транспортів, розділених на два ешелони, знову рушили з району Шортленд до Гуадалканалу. Канберра-Мару належав до більш швидкого першого ешелону, що мав висадити доправлених вояків біля Тассафаронгу. Транспорти супроводжували 11 есмінців, а повітряне прикриття надавали літаки базової авіації та гідролітаки з бази в Шортленді.
Судна завершували прохід між островами Нова Джорджія та Санта-Ісабель і наближались до Гуадалканалу, коли невдовзі після опівдня 14 листопада почались удари американської авіації. Під час першого ж нальоту поцілене Канберра-Мару затонуло, при цьому з нього (а також потопленого у тій же атаці Нагара-Мару) змогли зняти 1500 осіб.
Можливо також відзначити, що за підсумками операції японці втратили всі 11 транспортів, хоча частину бійців і вдалось висадити на Гуадалканалі (так само загинули й обидва залучені лінійні кораблі).